# Liste der Biografien/Bs
Liste der Biografien |
Portal Biografien |
Personensuche
# |
A |
B |
C |
D |
E |
F |
G |
H |
I |
J |
K |
L |
M |
N |
O |
P |
Q |
R |
S |
T |
U |
V |
W |
X |
Y |
Z |
?
 
Ba |
Be |
Bd |
Bg |
Bh |
Bi |
Bj |
Bl |
Bm |
Bn |
Bo |
Br |
Bs |
Bu |
Bw |
By |
Bz
Die Liste der Biografien führt alle Personen auf, die in der deutschsprachigen Wikipedia einen Artikel haben. Dieses ist eine Teilliste mit 12 Einträgen von Personen, deren Namen mit den Buchstaben „Bs“ beginnt.

## Bs

### Bsc
- Bschania, Aslan (* 1958), abchasischer Politiker
- Bscher, Thomas (* 1952), deutscher Banker und Automobilrennfahrer
- Bscherer, Daniel (1656–1718), deutscher Mediziner
- Bschischkjan, Gaik (1887–1937), Kommandeur der Roten Armee im Russischen Bürgerkrieg und im Polnisch-Sowjetischen Krieg
- Bschleipfer, Thomas (* 1972), deutscher Mediziner und Philosoph
- Bschor, Friedrich (1921–2001), deutscher Rechtsmediziner
- Bschorer, Johann Georg (1692–1763), deutscher Bildhauer
- Bschorr, Karl (1903–1989), deutscher Gärtner, Vorsitzender des Bayerischen Gärtnerei-Verbands

### Bsi
- Bsirske, Frank (* 1952), deutscher Gewerkschafter, Vorsitzender der Gewerkschaft ver.diFrank Bsirske (* 1952)

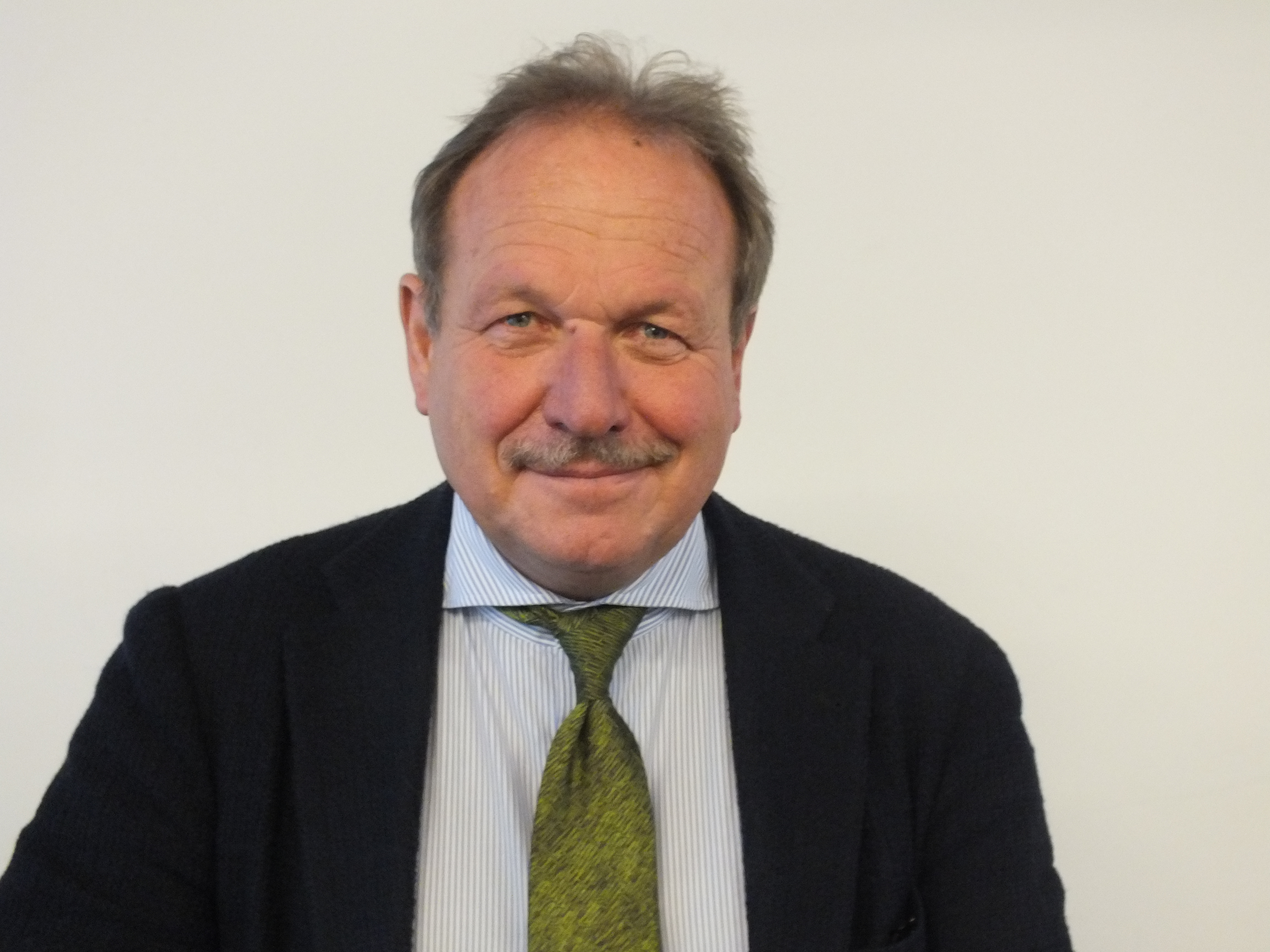
Frank Bsirske (* 1952)

### Bst
- Bstan-vdzin-rab-rgyal (1638–1696), tibetischer Mönch und Fürst
- Bsteh, Andreas (1933–2021), österreichischer katholischer Priester und Theologe
- Bsteh, Petrus (* 1931), österreichischer katholischer Priester und Theologe